# Достаток (роман)
«Достаток» (англ. Abundance) — перший роман Якоба Гуанзона 2021 року про нерівність багатства та людську цінність. Він піднімає такі теми, як успадкована медична заборгованість, бідність, продовольча безпека, система кримінального правосуддя та незаконна торгівля наркотиками. Роман потрапив у довгий список National Book Award for Fiction 2021 року.